# Gyelekóc
Gyelekóc (horvátul: Đelekovec, régi magyar neve Gyelekócz) falu és község Horvátországban, Kapronca-Kőrös megyében. Közigazgatásilag Imbriovec tartozik hozzá.

## Fekvése
Kaproncától 10 km-re északra a Drávamenti-síkságon  fekszik.

## Története
A település első írásos említése 1332-ből származik. Ekkor ítélt a csázmai káptalan egy a Gutkeled nembeli Apaj szlavón bán fia Keresztúri István és Osl ispán fiai közötti perben. Itt említenek egy "Gelekouch" nevű birtokot, melyet egykor Gardunnak hívtak ("possessionis olym Gardun nunc uero Gelekouch vocate"). Ebben az időben egy Gyeleti nevű család tagjáról is tesznek említést és valószínűleg a település neve is e család  nevével van összefüggésben. Faluként való első említése "Gyelekewcz" alakban I. Lajos magyar királynak 1348-ban Budán kelt oklevélben történt. Az apajkeresztúri uradalomhoz tartozott. A település Szűz Máriának szentelt templomát és Pál nevű papját 1333-ban említik. A következő évben már bizonyosan plébániája is volt, melynek 1501-ben István nevű plébánosát is megemlítik. A plébánia azonban valószínűleg ennél jóval korábbi alapítású. 1349-ben a gyelekóci birtok tulajdonosaként a Bocskay család és Apaj fia István és András szerepel. A csázmai káptalan egy 1408-ban kelt oklevelében egy helyi nemes nevében szerepel a falu neve "iobagiones Ade filii Nicolai de Gelelouch" alakban.
A falut a 16. század közepén az apajkeresztúri uradalomhoz tartozó hat település között találjuk. 1598-ban 41 háztartása volt, melyből arra következtethetünk, hogy ebben az időben a nagyobb falvak közé tartozott és jelentősége a mainál nagyobb volt. A török veszély fokozódásával a lakosság oltalmára itt is épült egy kisebb vár, ahol 1577-ben ötven végvári katona állomásozott. Ezt azonban később valószínűleg a török elfoglalta és lerombolta, mert a hagyomány úgy tartja, hogy a lakosság egy része a török elől a közeli erdőkben keresett menedéket. A lakosság számáról 1659-től vannak pontos adatok, ekkor 850 lakosa volt. 1671-ben 960, 1680-ban 1040, 1700-ban 870, 1733-ban 1210 volt a lakosság száma. A 16. században a török támadások miatt megszűnt plébániáját 1789-ben újra alapították.
1857-ben 1352, 1910-ben 2086 lakosa volt. A trianoni békeszerződésig Varasd vármegye Ludbregi járásához tartozott. A helyi tűzoltóegyletet 1888-ban alapították, 1904-ben megnyílt a helyi közkönyvtár, 1924-ben megalakult a "Podravac" labdarúgó egyesület, mely 1925-ben az "Osvit" nevet kapta. 1932-ben megalakult a "Preradović" népdalkör. Az aktív közösségi élet a második világháború után is folytatódott. Bár kezdetben az emberek megszenvedték a nélkülözés, majd az államosítások következményeit, később fokozatos gazdasági fellendülés következett, melyet a modernizálódó mezőgazdaság, a termelő szövetkezetekkel és a magánszektorral együtt biztosított. A honvédő háború idején a helyi lakosság segítséget nyújtott a sokat szenvedett országrészek újjáépítéséhez. 1993-ban Gyelekóc és Imbriovec falvakból megalapították Gyelekóc községet, melynek 2001-ben 1824, a falunak külön pedig 1372 lakosa volt.

## Nevezetességei
- A Nagyboldogasszony tiszteletére szentelt római katolikus plébániatemploma[2] 1792-ben épült barokk-klasszicista stílusban. Egyhajós épület, téglalap alaprajzú, lekerekített szentéllyel, az északi oldalán sekrestyével, és harangtorony alatti oratóriummal. A főhomlokzatot pilaszterek tagolják és vázákkal díszítik, a harangtorony pedig a központi tengely fölé emelkedik. A belső térben az építés időszakából származó értékes berendezést található: a fő- és két mellékoltár, a szószék, a padok és az orgona, Adam Žuvić munkája. Az 1710-ből származó harangot a grazi Florentin Creckfuss mester öntötte. A templom Belső festése 1816-ban készült.

- Szent Flórián-kápolna.

## Híres emberek
Mihovil Pavlek Miškina (1887-1942) költő, politikus.

## Külső hivatkozások
- Az alapiskola honlapja
- Gyelekóc község monográfiája– könyvajánló és rövid történet[halott link]